# Joseph Churms
Joseph Churms, född 16 maj 1926 i Woodstock, Sydafrika, död 25 september 1994, var en sydafrikansk astronom.
Minor Planet Center listar honom som upptäckare av 2 asteroider.
Han studerade även Uranus ringar.

## Asteroider upptäckta av Joseph Churms
| 1701 Okavango | 6 juli 1953 |
| 2025 Nortia   | 6 juli 1953 |